# Dicranomyia australiensis
Dicranomyia australiensis är en tvåvingeart som beskrevs av Alexander 1922. Dicranomyia australiensis ingår i släktet Dicranomyia och familjen småharkrankar. Inga underarter finns listade i Catalogue of Life.